# Кампо Кавалијере (Фрозиноне)
Кампо Кавалијере је насеље у Италији у округу Фрозиноне, региону Лацио.
Према процени из 2011. у насељу је живело 32 становника. Насеље се налази на надморској висини од 119 м.